# Donald Wilson (Radsportler)
Donald Wilson (* 16. März 1944 in Geelong) ist ein  ehemaliger australischer Radrennfahrer.
1967 siegte er im Eintagesrennen Grafton to Inverell Cycle Classic. 1968 startete Donald Wilson bei den Olympischen Sommerspielen in Mexiko. Im Straßenrennen gab er auf, im 100-Kilometer-Mannschaftszeitfahren belegte er mit dem australischen Team (Kevin Morgan, Peter McDermott, Dave Watson und Wilson) Rang 14.
1973 startete er in der Internationalen Friedensfahrt und schied im Rennen aus.
Anschließend wurde Wilson Profi, in den meisten Jahren allerdings ohne festen Vertrag, und fuhr hauptsächlich Radrennen in seinem Heimatland Australien. 1975 und 1977 wurde er australischer Meister im Straßenrennen.